# Reprezentacja Mauretanii w piłce nożnej mężczyzn
Reprezentacja Mauretanii w piłce nożnej (arab. منتخب موريتانيا لكرة القدم) – zespół piłkarski, biorący udział w imieniu Mauretanii w meczach i sportowych imprezach międzynarodowych, powoływany przez selekcjonera, w którym mogą występować wyłącznie zawodnicy posiadający obywatelstwo mauretańskie. Jest kontrolowana przez Federację Piłkarską Islamskiej Republiki Mauretanii (Fédération de Football de la République Islamique de Mauritanie). Federacja została założona w 1961, od 1964 jest członkiem FIFA, od 1988 członkiem CAF. Jest to jedna z najsłabszych drużyn afrykańskich i świata. Nigdy nie awansowała do finałów Mistrzostw Świata, ale raz do Pucharu Narodów Afryki. Przydomek reprezentacji to Maurowie.
Według danych z 15 kwietnia 2012 roku reprezentacja ta rozegrała 48 meczów z czego wygrała tylko cztery i zremisowała trzynaście.
W 2014 selekcjonerem kadry Mauretanii został Corentin Martins

## Udział wMistrzostwach Świata
- 1930 – 1958 – Nie brała udziału (była kolonią francuską)
- 1962 – Nie brała udziału (nie była członkiem FIFA)
- 1966 – 1974 – Nie brała udziału
- 1978 – Nie zakwalifikowała się
- 1982 – 1994 – Nie brała udziału
- 1998 – 2022 – Nie zakwalifikowała się

## Udział wPucharze Narodów Afryki
- 1957 – Nie brała udziału (była kolonią francuską)
- 1959 – 1978 – Nie brała udziału (nie była członkiem CAF)
- 1980 – 1982 – Nie zakwalifikowała się
- 1984 – Nie brała udziału
- 1986 – Nie zakwalifikowała się
- 1988 – Nie brała udziału
- 1990 – Wycofała się z eliminacji
- 1992 – Nie zakwalifikowała się
- 1994 – Wycofała się z eliminacji
- 1996 – 1998 – Nie zakwalifikowała się
- 2000 – Wycofała się z eliminacji
- 2002 – 2012 – Nie zakwalifikowała się
- 2013 – Nie brała udziału
- 2015 – 2017 – Nie zakwalifikowała się
- 2019 – Faza grupowa
- 2021 – Faza grupowa
- 2023 – 1/8 finału